# Tamboicus insularis
Tamboicus insularis is een hooiwagen uit de familie Sclerosomatidae.